# 拉罗什沙莱
拉罗什沙莱（法語：La Roche-Chalais，法語發音：[la ʁɔʃ ʃalɛ]）是法国多尔多涅省的一个市镇，位于该省西部，和滨海夏朗德省接壤，属于佩里格区。

## 地理
拉罗什沙莱（45°9'6"N, 0°0'32"E）面积89.4 平方千米，位于法国新阿基坦大区多爾多涅省，该省份为法国西南部内陆省份，是法國本土面积第三大的省，大致对应佩里戈尔地区，北起顺时针与夏朗德省、上维埃纳省、科雷兹省、洛特省、洛特-加龙省、吉倫特省和滨海夏朗德省接壤。
与拉罗什沙莱接壤的市镇（或旧市镇、城区）包括：拉巴尔德、圣艾居兰、莱塞格利索特和沙洛尔、伊勒河畔圣安托万、圣克里斯托夫德杜布尔、埃居朗德和加尔德德伊、塞尔旺什、圣欧莱-皮芒古、帕尔库勒-舍诺。

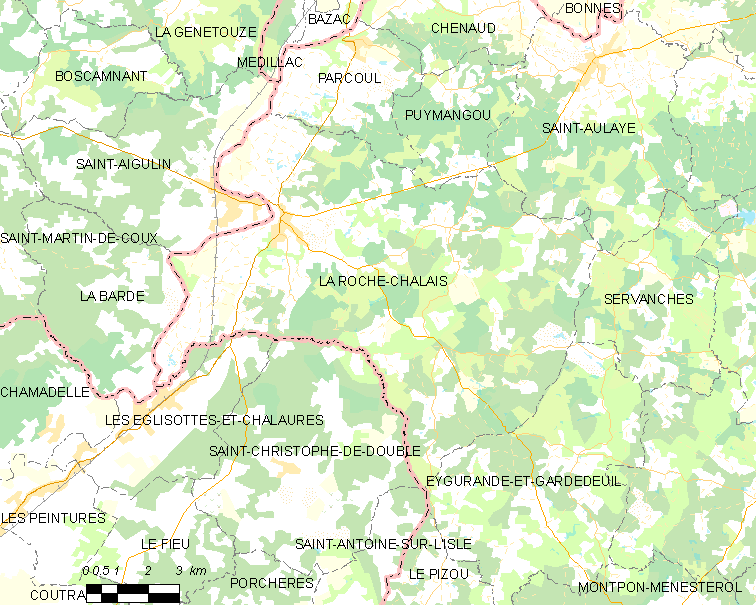
拉罗什沙莱的OSM定位图

拉罗什沙莱的时区为UTC+01:00、UTC+02:00（夏令时）。

## 行政
拉罗什沙莱的邮政编码为24490，INSEE市镇编码为24354。

## 政治
拉罗什沙莱所属的省级选区为蒙蓬-梅内斯泰罗勒县。

## 人口

1962-2008年间拉罗什沙莱人口变化图示

拉罗什沙莱于2022年1月1日时的人口数量为3023人。